# Полосы Шиванни
Полосы Шиванни (лат. Shiwanni Virgae) — группа тёмных полос на поверхности Титана, самого крупного спутника Сатурна. Координаты центра — 25° ю. ш. 32° з. д. / 25° ю. ш. 32° з. д., протяжённость — около 1400 км. Названы в честь Шиванни, бога дождя у народа зуни. Это название было утверждено Международным астрономическим союзом в 2006 году.
Полосы Шиванни — одна из самых примечательных систем полос Титана. Это несколько неровных узких тёмных полосок, которые тянутся почти параллельно друг другу и экватору. Они находятся на севере яркой местности Цегихи. Недалеко от их восточного конца расположена крупная кольцевая деталь Нат.
Полосы Шиванни были обнаружены на инфракрасных снимках космического аппарата «Кассини», а позже некоторые их участки были засняты и его радаром. Какой-либо мелкомасштабной структуры в этих полосах не видно. Большая длина и относительная прямизна полос Шиванни привели к гипотезе, что они имеют тектоническое происхождение. Возможно, однако, что они являются скоплениями дюн, вытянутых в направлении преобладающих ветров.